# Sigmund Haffner der Jüngere
Sigmund Haffner der Jüngere, seit 1782 Haffner Edler von Innbachhausen (* 30. September 1756 in Salzburg; † 24. Juni 1787 ebenda) war der Sohn einer Salzburgischen Großkaufmannsfamilie. Er lebte als Privatier und war Philanthrop sowie Mäzen.

## Leben
Sigmund Haffner d. J. war ein Sohn von Sigmund Haffner d. Ä. und dessen zweiter Ehefrau Maria Eleonora Apollonia Metzger und das vorletzte von gemeinsamen sechs Kindern. Im Alter von 15 Jahren, nach dem Tod seines Vaters im Jahre 1772, übernahm er das Geschäft seines Vaters nicht, da er unter Tuberkulose litt. An seiner Stelle trat gegen Gewinnbeteiligung am Handelshaus sein Schwager Anton Triendl die Leitung an, der mit seiner ältesten Schwester Maria Anna aus der ersten Ehe des Vaters verheiratet war, was auch im Testament Sigmund Haffners d. Ä. so festgelegt war. Am 29. Juli 1782 wurde er in den Reichsadelsstand erhoben mit dem Prädikat „Edler von Innbachhausen“, aufgrund seiner Verdienste und die seines Vaters um Österreich und das Bekanntwerden des Handelshauses in ganz Deutschland. Bekannt ist, dass er große Gesellschaften mied und sich in einem kleineren Kreis von Freunden bewegte.

## Philanthropische Tätigkeit

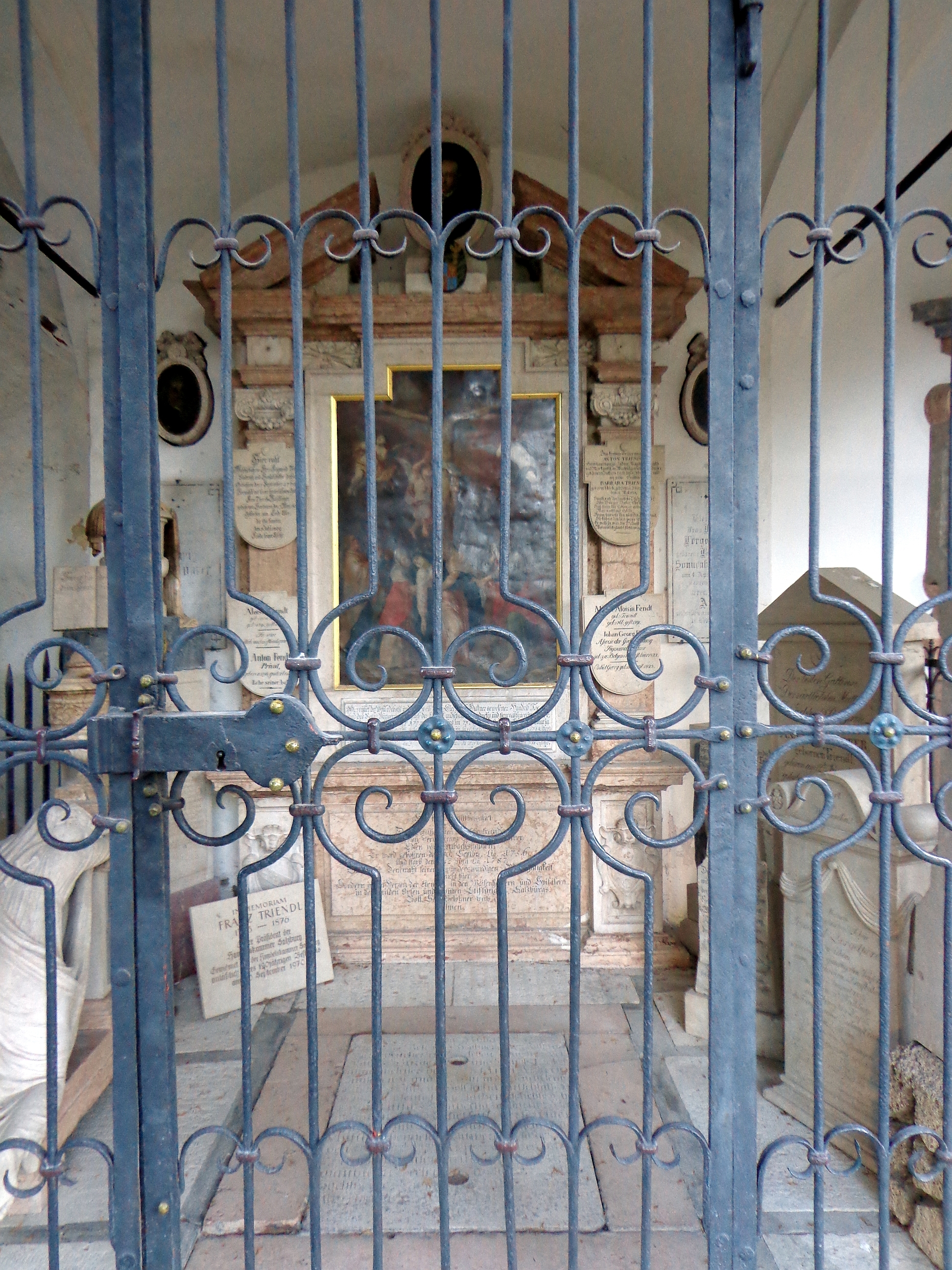
Gruft 39 (Petersfriedhof Salzburg): Haffner'sche Grablege, in der auch Sigmund Haffner d. Ä. und Sigmund Haffner d. J. bestattet sind

Mit dem ererbten Vermögen, das sich auf etwa die 70.000 Gulden belaufen haben soll, unterstützte er Betroffene von Überschwemmungen und Bränden. So schickte er beispielsweise 1781 bei der Nachricht vom Brand Radstadts 2.000 Gulden dorthin. Zudem verteilte er Almosen an arme Bürger und ermöglichte Brautpaaren, die sich dies nicht leisten konnten, die Heirat. In seinem Testament finden sich großzügige Spenden u. a. für die von ihm errichteten Waisenhäuser, Wohlfahrtsanstalten wie das Bürgerspital und das Leprosenhaus, die Ursulinenschule, die Arme-Studenten-Kassa, für das St. Johanns Spital, ein zu gründendes Armeninstitut und verschiedene Klöster. Neben seiner Familie bedachte er auch seine Hausbediensteten. Insgesamt belief sich die Summe des im Testament aufgelisteten Geldes auf 1.104.800 Gulden. Zum Universalerben setzte Sigmund Haffner seinen Neffen Sigmund Triendel ein, der das Haffnersche Handelshaus fortführte. Da er als letzter seines Geschlechts unverheiratet und kinderlos starb, erlosch mit ihm die Salzburger Familie Haffner. Die Grabstätte Sigmund Haffners d. J. befindet sich am Petersfriedhof in Salzburg.

## Haffner und die Familie Mozart
Bekannt war er mit der Familie Mozart, was aus den Mozart-Briefen hervorgeht, in denen neben einigen Charakterzügen auch u. a. seine Heiratsabsichten kommentiert werden. Dort wird auch deutlich, dass er einen unkonventionellen Lebensstil und ebensolche Ansichten pflegte.
Leopold Mozart schrieb am 3. Mai 1778 an seine Frau und seinen Sohn:

„Nun eine andere erstaunliche Narrheit; eine Frucht schlechter Erziehung und die Traurige Folge der zu vielen Freÿheit die man Sigmund Hafner seit seinem Hierseÿn überlassen hat. Man hat ihn immer in seinem Hause zu Loreto ganz allein mit seinem Stallbueben wohnen lassen, ohne sich um seine Aufführung zu bekümmern. Nun wird er das Schloss Seeburg, welches dem Grafen Ernst Lodron gehört um 30000 f kauffen und dann Hayrathen. – wen aber? – die Köchin (Maria Anna Meindl aus Uttendorf im Innviertel) vom verstorbenen Graf ein abscheuliches schwarzes Mensch, mit einem mageren grosaugeten völligen Affengesicht. Sie ist nicht weit von Drum, die Wirtstochter aus Uttendorf in Bayern. So bald der Oberst gestorben, hat man sie, wegen übler Hauswirthschaft fortgejagt; dann NB NB, sie galt alles beÿm Obersten. der einfältige Hafner Sigerl wird sie also wegen ihrer Keuschheit haÿrathen. – ihr könnt euch leicht vorstellen, dass die H: H: Schwäger und die ganze löbl: stolze Kaufmanschaft über diesen Handl sehr aufgebracht ist, um so mehr, als sie alle gar nicht wissen, ob er nicht etwa gar sich schon hat vermehlen lassen, dann den letzten Aprill ist er mit seiner Lucretia mit ganzer Equipagge Nachmittag in Hellbrunn gefahren, dann von da zum H: Schwager Spath in den ehemaligen Amand hof, /: den die Spathin gekauft :/ dort waren sie über Nacht, […] so hat man die vermuthung einer bereits vorgegangen Hochzeit, – welches ich doch nicht glaube.“

Aus einem Brief Leopolds erfährt man, dass Hochzeit und Burgkauf nicht stattfanden, da Sigmund noch unter Vormundschaft stand und später wohl kein Interesse mehr an dieser Frau zeigte. Verheiratet war Sigmund Haffner d. J. nie.
In die Geschichte ging Sigmund Haffner als Auftrag- bzw. Namensgeber zweier Werke Wolfgang Amadeus Mozarts ein:
- Die achtsätzige „Haffner-Serenade“ KV 250, geschrieben 1776 für den Polterabend der Hochzeit von Sigmunds Schwester Maria Elisabeth (1753–1781) mit dem Handelsfaktor Franz Xaver Späth (1750–1808), die im Gartenhaus von Loreto von diesem verfasst worden sein soll.
- Eine sechssätzige Serenade, die anlässlich der Adelsstandserhebung im Sommer 1782 geschrieben und aufgeführt wurde. Diese zweite „hafner=Musique“ arbeitete Mozart zu Beginn des Jahres 1783 zu einer viersätzigen Sinfonie um, die am 23. März 1783 im Wiener Burgtheater aufgeführt wurde („Haffner-Sinfonie“ [Sinfonie D-Dur KV 385]).[7]